# Ancylotrypa sororum
Ancylotrypa sororum là một loài nhện trong họ Cyrtaucheniidae. Loài này phân bố ờ Nam Phi.